# Kanton Lambesc
Der Kanton Lambesc war von 1833 bis 2015 ein französischer Wahlkreis im Département Bouches-du-Rhône und in der Region Provence-Alpes-Côte d’Azur. Er umfasste sechs Gemeinden im Arrondissement Aix-en-Provence; sein Hauptort (frz.: chef-lieu) war Lambesc. Die landesweiten Änderungen in der Zusammensetzung der Kantone brachten im März 2015 seine Auflösung.
Der Kanton war 208,75 km2 groß und hatte 27.640 Einwohner (Stand 2012).

## Gemeinden
| Gemeinde            | Einwohner (Stand: 2022) | Code postal | Code Insee |
| ------------------- | ----------------------- | ----------- | ---------- |
| Charleval           | 2634                    | 13350       | 13024      |
| Lambesc             | 9951                    | 13410       | 13050      |
| Rognes              | 4640                    | 13840       | 13082      |
| La Roque-d’Anthéron | 5355                    | 13640       | 13084      |
| Saint-Cannat        | 5877                    | 13760       | 13091      |
| Saint-Estève-Janson | 364                     | 13610       | 13093      |